# Stauracio

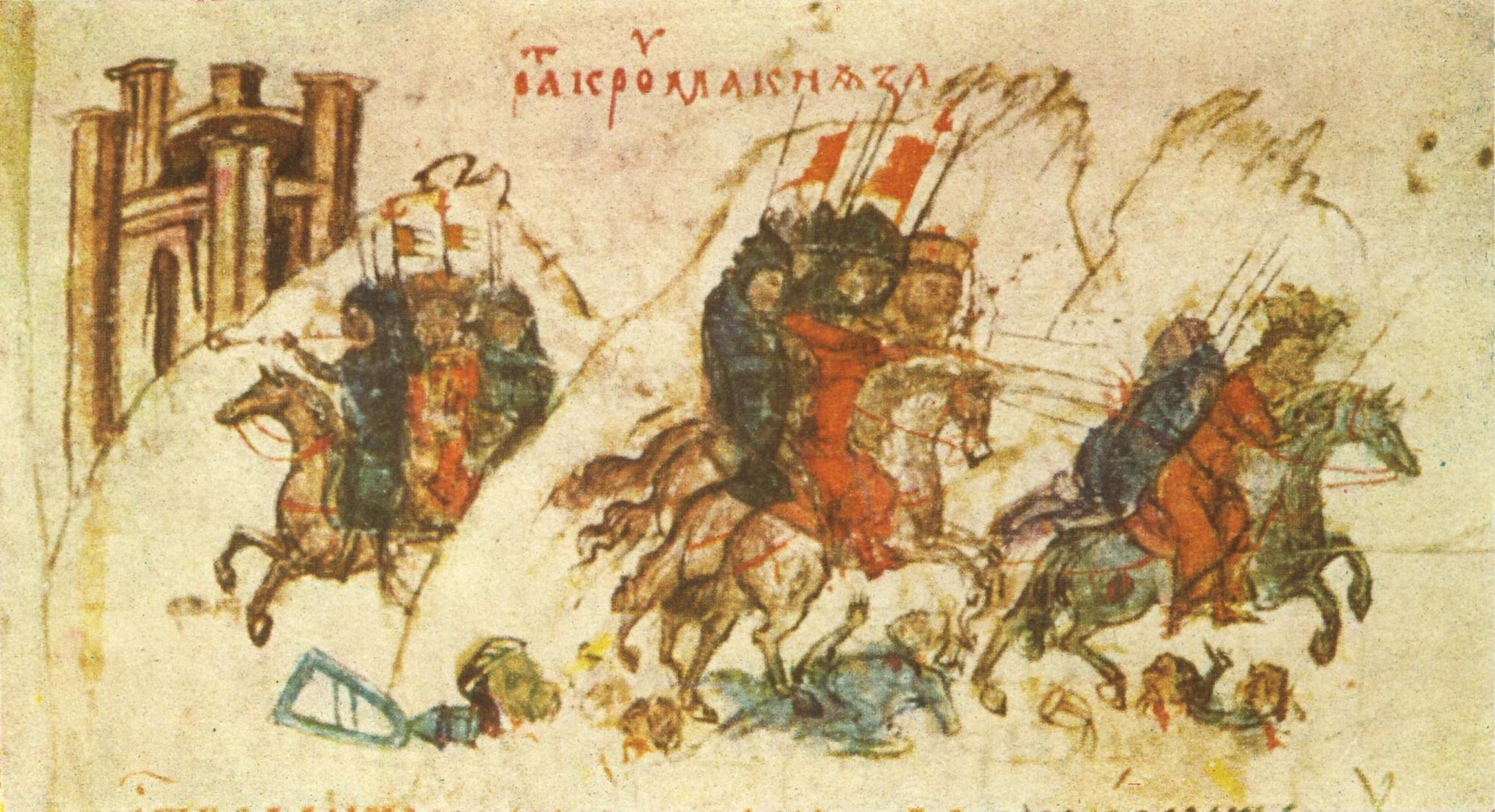
Stauracio e Niceforo I sono feriti durante la battaglia di Pliska

Stauracio (in greco Staurakios?; in latino Stauracius; 775 circa – 11 gennaio 812) è stato un imperatore bizantino Fu Basileus dei Romei per pochi mesi, dal 26 luglio al 2 ottobre dell'811.

## Regno
Figlio di Niceforo I il Logoteta, partecipò assieme al padre a varie campagne militari durante le quali si distinse per valore e abilità. Nell'811 prese parte alla campagna di Niceforo contro i Bulgari di Krum; i Bizantini conquistarono la capitale nemica di Pliska, ma, nella battaglia di Pliska combattuta sulla via del ritorno (26 luglio), Niceforo trovò la morte e Stauracio fu gravemente ferito, spezzandosi la schiena.
Ritornato a Costantinopoli, egli prese la corona che era sua di diritto, ma la schiena spezzata era fonte di terribili dolori; la gravità di questa ferita era tale che a Stauracio non rimaneva molto da vivere e per questo era necessario trovare un erede il più velocemente possibile. Per questi motivi il 2 ottobre di quello stesso anno Stauracio abdicò in favore del cognato Michele I, che era stato l'unico illeso della famiglia imperiale nella battaglia di Pliska. Questo fu interpretato come un segnale che Michele fosse benedetto da Dio, però egli dovette promettere prima di salire al trono, di continuare le trattative di pace con Carlo Magno, la cosiddetta pax Nicephori, iniziata dal padre.
Per le ferite riportate, Stauracio morì l'11 gennaio dell'812.